# Občina Radenci
Občina Radenci (slovinsky Občina Radenci, německy Gemeinde Bad Radein) je jednou z 212 občin ve Slovinsku. Nachází se na severovýchodě státu v Pomurském regionu na území historického Dolního Štýrska. Občinu tvoří 22 sídel, její rozloha je 34,1 km² a k 1. lednu 2017 zde žilo 5 160 obyvatel. Správním střediskem občiny je vesnice Radenci s tradicí koupelové i pitné léčby srdečních chorob.

## Členění občiny
Občina se dělí na sídla:
- Boračeva
- Hrastje-Mota
- Hrašenski vrh
- Janžev vrh
- Kapelski vrh
- Kobilščak
- Kocjan
- Melanjski vrh
- Murščak
- Murski vrh
- Okoslavci
- Paričjak
- Rački vrh
- Radenci
- Radenski vrh
- Rihtarovci
- Spodnji Kocjan
- Šratovci
- Turjanci
- Turjanski vrh
- Zgornji Kocjan
- Žrnova